# Nouăsprezece trandafiri
Nouăsprezece trandafiri sau 19 trandafiri (Les dix-neuf Roses) este un roman scurt de Mircea Eliade. Este un roman fantastic inspirat de mitul lui Orfeu. A fost scris la Eygaliéres în august-septembrie, 1978 și Chicago în februarie 1979. A apărut în 1982 ca Les dix-neuf Roses, tradus din română de Alain Paruit. (editura Gallimard, Paris, ISBN 2-07-025382-1). În limba română a apărut la Editura Românul în 1991.